# Pål Sverre Hagen
Pål Sverre Hagen est un acteur norvégien né le 6 novembre 1980. 

## Filmographie

### Cinéma
- 2004 : Den som frykter ulven : Politivakt (en tant que Pål Sverre Valheim Hagen)
- 2006 : Mirakel : Assistent (en tant que Pål Sverre Valheim Hagen)
- 2008 : De Gales hus : Tussi (en tant que Pål Sverre Valheim)
- 2008 : En eaux troubles d'Erik Poppe : Jan Thomas (en tant que Pål Sverre Valheim Hagen)
- 2008 : Lønsj : Vaktmesteren (en tant que Pål Sverre Valheim Hagen)
- 2008 : Max Manus, opération sabotage : Roy Nilsen (en tant que Pål Sverre Valheim Hagen)
- 2009 : The Storm in My Heart de Pål Jackman : Kris (en tant que Pål Sverre Valheim Hagen)
- 2011 : Jeg reiser alene : Hasse Ognatun (en tant que Pål Sverre Valheim Hagen)
- 2012 : Kon-Tiki de Joachim Rønning et Espen Sandberg  : Thor Heyerdahl (en tant que Pål Hagen)
- 2013 : Le Secret du Ragnarok de Mikkel Brænne Sandemose  : Sigurd
- 2014 : Refroidis : Greven - Ole Forsby
- 2016 : Beyond Sleep : Arne
- 2016 : Les Enquêtes du département V : Délivrance de Hans Petter Moland : Johannes
- 2016 : The Last King : Gisle
- 2017 : Seven Sisters de Tommy Wirkola : Jerry
- 2018 : Halo of Stars
- 2018 : Sonja: The White Swan
- 2019 : X
- 2019 : L'été où mon père disparut (Ut og stjæle hester)
- 2019 : Voyage au bout de la Terre (Amundsen) d'Espen Sandberg : Roald Amundsen
- 2021 : The Middle Man de Bent Hamer : Frank Farelli

### Courts-métrages
- 2006 : Blokk B
- 2006 : Roswell Enterprises
- 2009 : Amor

### Télévision

#### Séries télévisées
- 2006 : Sejer - Svarte sekunder : Tomme
- 2011 : Buzz Aldrin, hvor ble det av deg i alt mylderet? : Mattias / Matias
- 2013 : Dag : Vidar
- 2017 : Valkyrien : Leif